# Tivela stultorum
Tivela stultorum är en musselart som först beskrevs av Mawe 1823.  Tivela stultorum ingår i släktet Tivela och familjen venusmusslor. Inga underarter finns listade i Catalogue of Life.